# Meredith Monroe
Meredith Monroe (Houston, 30 december 1969) is een Amerikaanse actrice die vooral bekend is van haar rol als Andie McPhee in Dawson's Creek die ze van 1998 tot 2000 speelde.

## Biografie
Toen Meredith twee jaar was, scheidden haar ouders, waarna ze bij haar moeder in Hinsdale in Illinois woonde. In de zomer logeerde ze bij haar vader in Texas of Florida. Toen ze was afgestudeerd, verhuisde ze naar New York om daar verder te studeren en als model te werken. Aldus verscheen ze in advertenties in gedrukte media en in reclamespotjes op televisie. Haar eerste spotje was voor L'Oréal.
Merediths eerste rol als actrice was in de televisieserie Dangerous Minds in 1996. De serie werd echter al snel geannuleerd en ze was in maar drie afleveringen te zien. De rol zorgde er echter voor dat ze in verscheidene andere series een gastrol kreeg. In 1998 brak ze uiteindelijk door als Andie McPhee in de succesvolle serie Dawson's Creek. In 1999 kreeg ze een rol in de televisiefilm Beyond the Prairie: The True Story of Laura Ingalls Wilder. Sindsdien speelde ze in enkele films, waaronder Minority Report uit 2002.